# Anthrenus lopatini
Anthrenus lopatini is een keversoort uit de familie spektorren (Dermestidae). De wetenschappelijke naam van de soort werd in 1976 gepubliceerd door Zhantiev.